# سيدي بختي
سيدي بختي إحدي بلديات دائرة مدروسة بولاية تيارت الجزائرية.
بلدية سيدي بختي بلدية قديمة وتدعى منطقة خلافة نسبة إلى مؤسسها عبد المالك بن خلاف لها موقع جغرافي ممتاز يحدها من الشرق مدروسة وتيارت ومن الغرب جيلالي بن عمار ومن الشمال مشرع الصفا ومن الجنوب عين الحديد.
لها أربعة جبال مشهورة:
1. جبل السبع.
2. جبل الشرفة.
3. جبل اللتات.
4. جبل غنام.

لها أربع قرىً تابعة لها:
1. قرية سيدي علال.
2. قرية أولاد يحيى.
3. قرية عين الصفاح.
4. قرية عين البيضاء.

وهي منطقة رعوية وفلاحية وأهم المحاصيل هي التفاح.